# عريضة الأجنحة
عريضة الأجنحة (الاسم العلمي: Eurypterus)، جنس منقرض من عريضات الأجنحة، وهي مجموعة من الكائنات الحية التي تسمى عادة بـ«عقارب البحر». عاش هذا الجنس خلال العصر السيلوري بين حوالي 432 إلى 418 مليون سنة مضت. يعتبر جنس عريضة الأجنحة من أكثر أجناس رتبة عريضات الأجنحة المدروسة جيدًا ومشهورة، وربما تمثل عيناتها الأحفورية أكثر من 90% من جميع عينات رتبة عريضات الأجنحة المعروفة.